# Grup de la carfolita
El grup de la carfolita és un grup de minerals format per silicats de cadena doble. Està integrat per cinc espècies: carfolita, ferrocarfolita, magnesiocarfolita, potassiccarfolita i vanadiocarfolita. Totes elles cristal·litzen en el sistema ortoròmbic.
| Espècie           | Fórmula                     |
| ----------------- | --------------------------- |
| Carfolita         | Mn²⁺Al₂Si₂O₆(OH)₄           |
| Ferrocarfolita    | Fe²⁺Al₂Si₂O₆(OH)₄           |
| Magnesiocarfolita | MgAl₂Si₂O₆(OH)₄             |
| Potassiccarfolita | K(Mn²⁺,Li)₂Al₄Si₄O₁₂(OH,F)₈ |
| Vanadiocarfolita  | Mn²⁺V³⁺Al(Si₂O₆)(OH)₄       |

Segons la classificació de Nickel-Strunz els minerals d'aquest grup pertanyen a «09.DB - Inosilicats amb 2 cadenes senzilles periòdiques, Si₂O₆; minerals relacionats amb el piroxens» juntament amb els següents minerals: balifolita, lorenzenita, lintisita, punkaruaivita, eliseevita, kukisvumita, manganokukisvumita, vinogradovita, paravinogradovita, nchwaningita, plancheïta, shattuckita, aerinita i capranicaïta.
De totes aquestes espècies únicament la carfolita podria haver estat descrita als territoris de parla catalana. Sembla que va ser trobada a la mina de barita d'Escornalbou, al Baix Camp (Tarragona, Catalunya).